# Tubificoides calvescentis
Tubificoides calvescentis is een ringworm uit de familie van de Naididae. De wetenschappelijke naam van de soort is voor het eerst geldig gepubliceerd in 2005 door Erseus, Giere, Dreyer & Bailey-Brock.